# Сеправ (гмина)
Сеправ (пол. Siepraw) — сельская гмина (волость) в Польше, входит как административная единица в Мысленицкий повет, Малопольское воеводство. Население — 7672 человека (на 2004 год).

## Демография
| Перепись                       | Всего   | Всего | Женщины | Женщины | Мужчины | Мужчины |
| ------------------------------ | ------- | ----- | ------- | ------- | ------- | ------- |
| Единицы                        | человек | %     | человек | %       | человек | %       |
| Население                      | 7672    | 100   | 3908    | 50,9    | 3764    | 49,1    |
| Плотность населения (чел./км²) | 240,4   | 240,4 | 122,4   | 122,4   | 117,9   | 117,9   |

## Сельские округа
1. Чехувка
2. Лычанка
3. Сеправ
4. Закличин

## Соседние гмины
1. Гмина Добчице
2. Гмина Могиляны
3. Гмина Мысленице
4. Гмина Свёнтники-Гурне
5. Гмина Величка